# سیاهرگ‌های نایژه‌ای
سیاهرگ‌های نایژه‌ای  یا وریدهای برونش رگ‌های کوچکی هستند که خون را از نایژه‌های‌ بزرگتر و ساختارهای ریشه شش‌ها‌ بازمی‌گردانند. سمت راست آن‌ها به سیاهرگ تکی (آزیگوس) تخلیه می‌شود، در حالی که سمت چپ به سیاهرگ میان‌دنده‌ای بالایی چپ یا سیاهرگ نیمه‌تکی فرعی (همیازیگوس فرعی) تخلیه می‌شود. بنابراین سیاهرگ‌های نایژه‌ای بخشی از گردش خون نایژه‌ای هستند و مواد زائد را از یاخته‌هایی که شش‌ها را تشکیل می‌دهند دور می‌کنند.
سیاهرگ‌های نایژه‌ای همتای سرخرگ‌های نایژه‌ای هستند. با این حال، آنها فقط ۱۳٪ از جریان خون آورده‌شده توسط سرخرگ‌های نایژه‌ای را حمل می‌کنند. خون باقی مانده از طریق سیاهرگ‌های ریوی به قلب بازمی‌گردد.